# 戈卡尔普尔
戈卡尔普尔（Gokal Pur），是印度德里North East县的一个城镇。总人口90564（2001年）。

## 人口
该地2001年总人口90564人，其中男性48978人，女性41586人；0—6岁人口11093人，其中男5941人，女5152人；识字率57.76%，其中男性为62.86%，女性为51.76%。